# Michael Blackson
Michael Blackson (Ghana, 28 november 1972) is een Ghanees acteur en stand-upcomedian.
Blackson is geboren in West-Afrika, en verhuisde op 13-jarige leeftijd naar de Verenigde Staten. Hij woonde lange tijd in Philadelphia (Pennsylvania), waar hij zich als komiek ontwikkelde en in eerste instantie zijn achtergrond en West-Afrikaanse accent als materiaal gebruikte. In 2000 had hij zijn filmdebuut in de comedy Next Friday.
Hij bracht een cd met stand-upcomedy uit in 2005 ("Modasucka, Welcome to America") en verscheen in enkele televisieshows, waaronder P. Diddy’s Bad Boys of Comedy en 30 Rock. In 2006 was hij de host van de eerste Nigeria Entertainment Awards in New York. Vervolgens had hij diverse rollen in (over het algemeen komische) films, waaronder The Last Stand (2006), One Night in Vegas (2013), Nobody's Fool (2018) en Coming 2 America (2021). In 2014 bracht hij opnames van zijn comedyshow in samenwerking met collega's uit onder de naam 'Blackson's Basement'.